# Ildiger
Ildiger est un général de l'Empire romain d'Orient d'origine germanique, qui sert sous Justinien (527-565), en particulier au cours de la guerre des Goths en Italie.

## Biographie
Si ses fonctions exactes ne sont pas connues avec certitude, il occupe à l'évidence de hauts commandements. En 534, avec Théodorus, il est envoyé dans l'Afrique nouvellement conquise pour assister Solomon, le gouverneur de la région. Il participe à la lutte contre Stotzas, qui se mutine, ce qui contraint au retour de Bélisaire en 536. Ce dernier confie ensuite à Ildiger la charge de défendre Carthage quand il doit repartir en Sicile. En 537, il participe à la bataille de Scalas Veteres menée par Germanus, le successeur de Solomon, contre Stotzas. Ildiger commande un escadron de cavalerie et contribue à la victoire de l'armée loyaliste face aux mutins.
Vers 537-538, il se rend en Italie pour renforcer l'armée de Bélisaire alors engagé contre les Ostrogoths qui dominent la péninsule italienne. Il dirige à nouveau un corps de cavalerie venu d'Afrique et retrouve Bélisaire à Rome, en profitant d'une trêve avec les Ostrogoths qui assiègent la ville. Il est notamment posté à la porte Pinciana où il repousse une offensive des troupes de Vitigès, le roi ostrogoth. Une fois le siège levé, il est envoyé soutenir Jean dit le Sanguinaire, lui aussi assiégé à Ariminum (Rimini). Avec Martinus, il remonte la Via Flaminia et s'empare au passage de Petra avant d'arriver à Rimini par Ancône. Il doit alors relever les troupes de Jean, majoritairement de la cavalerie, pour les remplacer par de l'infanterie, mieux adaptée pour soutenir un siège. Néanmoins, Jean s'oppose assez vite à Martinus et Ildiger et refuse de laisser partir ses hommes, à l'exception des bucellaires, au service personnel de Bélisaire. Ildiger et Martinus retournent donc à Rome, non sans laisser l'infanterie au service de Jean. 
Finalement, au cours de l'automne 538 et sous la pression de Narsès, Bélisaire finit par monter une expédition pour chasser les Ostrogoths des environs de Rimini. Il conduit une importante armée par terre, tandis que Ildiger dirige une flotte en soutien. Quand les Goths voient celle-ci arriver, ils s'enfuient et Ildiger peut s'emparer de leur camp sans coup férir. Au début de l'année 540, il remplace le général Vitalien dans la défense du Pô, avec pour mission d'empêcher les Ostrogoths d'utiliser le fleuve pour acheminer des renforts à la garnison assiégée de Ravenne. Quand celle-ci finit par tomber, Ildiger accompagne Bélisaire, rappelé à Constantinople.
Quelques années plus tard, vers 543, Ildiger est mentionné comme dux (duc) dans la région de Phoenice Libanensis, sur le front oriental. Il accompagne de nouveau Martinus vers Citharizon, pour préparer une expédition contre les Sassanides.

## Sources
- (en) John R. Martindale, A. H. M. Jones et John Morris, The Prosopography of the Later Roman Empire : Volume III, AD 527–641, Cambridge University Press, 1992, 1626 p. (ISBN 978-0-521-20160-5, lire en ligne)